# Irreversibiliteit
Irreversibliteit betekent letterlijk "onomkeerbaarheid" en is een in de systeemtheorie gebruikte term voor elk wetenschappelijk proces dat niet reversibel is. Hiermee gaat het in de eerste plaats om verschijnselen binnen de thermodynamica. De term irreversibiliteit wordt bij uitbreiding echter ook gebruikt binnen allerlei andere disciplines, zoals de economie en de biologie, de scheikunde, geneeskunde, evenals de rechterlijke macht en cryptologie.

## Reversibele vs. irreversibele processen
Wanneer een thermodynamisch systeem een irreversibele verandering doorloopt - wat wil zeggen een overgang van de ene thermodynamische toestand naar de andere waarbij de rangschikking van atomen en moleculen op een niet te voorspellen manier verandert - , is er altijd sprake van een verhoogde entropie. Dit hangt samen met het verschijnsel dissipatie; door de onderlinge wrijvingen en botsingen van de moleculen gaat er energie in de vorm van warmte verloren. Bij reversibele processen is dit niet het geval. Aan de hand van de tweede hoofdwet van de thermodynamica kan in theorie worden bepaald of een proces wel of niet reversibel is; in de praktijk blijken alle complexe natuurlijke processen echter irreversibel te zijn. Enkele voorbeelden van dergelijke processen zijn elektrische stroom door een weerstand, wrijving en plastische vervorming.

## Geschiedenis
In de jaren 50 van de 19e eeuw was Rudolf Clausius de eerste die het verschijnsel irreversibiliteit wiskundig beschreef, nadat hij eerst het concept entropie had beschreven. Tussen 1872 en 1875 loste Ludwig Boltzmann met behulp van zijn entropieformule een schijnbare wiskundige paradox op tussen de analyse van systemen op micro-niveau volgens welke ze eigenlijk reversibel waren en hun irreversibele gedrag op macroniveau. Boltzmanns formule vormde een aanvulling op en verbetering van het werk van William Thomson.

## Irreversibiliteit en complexe systemen
Bij de beschrijving van complexe systemen - zoals organismen en ecosystemen - worden processen als dood en uitsterven beschouwd als irreversibel, omdat hiermee een einde komt aan bepaalde zichzelf organiserende processen. Volgens de biologen Humberto R. Maturana en Francisco Varela worden levende wezens gekenmerkt door autopoiese, waardoor ze blijven voortbestaan. Kleinere veranderingen zoals verwondingen waaraan het organisme zich door middel van zelforganisatie kan aanpassen zijn in dit verband dus geen voorbeelden van irreversibele maar van reversibele processen, al neemt als gevolg van de voor de adaptatie vereiste import van negentropie in het organisme het aantal irreversibele processen in zijn omgeving wel toe.